# Ingelore Menzhausen
Ingelore Menzhausen, geborene Handt (* 4. Oktober 1923 in Danzig; † 2. Januar 2006 in Dresden), war eine deutsche Kunsthistorikerin.

## Leben
Sie studierte von 1942 bis 1944 Publizistik, Kunstgeschichte und Germanistik an der Universität Leipzig, von 1946 bis 1950 Germanistik, Geschichte, Philosophie und Kunstgeschichte an der Universität Greifswald. 1982 wurde sie an der Universität Halle promoviert.
1951 begann sie als Praktikantin am Museum für Kunsthandwerk in Dresden und der daran angegliederten Porzellansammlung. 1953 wurde sie wissenschaftliche Mitarbeiterin des Museums, 1958 zur Kustodin ernannt. Gemeinsam mit der Direktorin Hilde Rakebrand richtete sie die Porzellansammlung im Zwinger neu ein. 1964 wurde sie zunächst kommissarische Direktorin, von 1968 bis zu ihrem Ruhestand 1985 war sie Direktorin der Porzellansammlung.
Sie erhielt 1983 den Kunstpreis der DDR.
Verheiratet war sie mit Joachim Menzhausen (1930–2019), Direktor des Grünen Gewölbes in Dresden.